# 年速
年速（ねんそく）とは、1年間に進む距離。日本語の方言の伝播速度についても使われたが、人類の地球上の拡散や、狩猟や農業の技術伝播についても使われる。1年につき 1 km やそれ以下のゆっくりした速度について言う。
言語学者の徳川宗賢は、日本における方言の言い方が京都でいつから使われはじめたか、また20世紀にどこまで広がったかを計算して、年速 1 km 以下だったと考えた。